# Ретавас
Ретавас або Ретів (лит. Rietavas) — місто на заході Литви, адміністративний центр Ретаваського району в Тельшяйському повіті.

## Історія

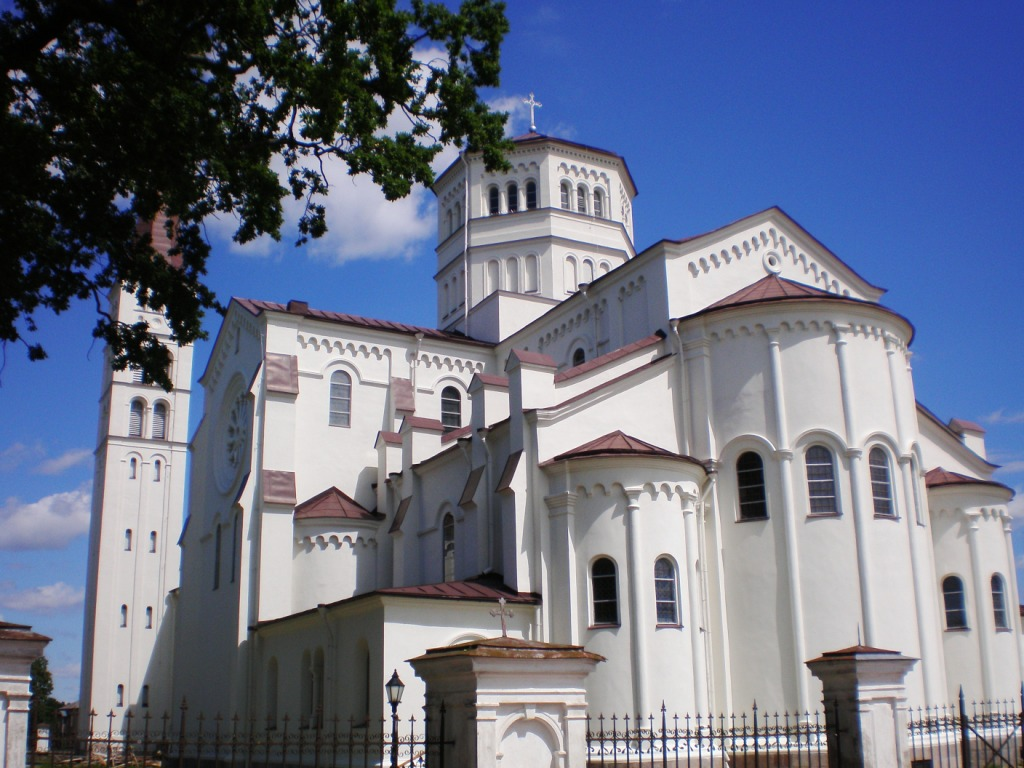
Церква Святого Михаїла в Ретавасі

Ретавас вперше згадується в письмових джерелах близько 1253 р. У середні віки він належав до землі «Цекліс». Староство Ретава згадується в 1527 р. З 1533 Ретавас був відомий як місто, однак права міста не мав до 1792 р. У 14-15 століттях Ретавас був одним із найважливіших оборонних центрів у Жемайтії, а також перехрестям комерційних доріг.
У 19 столітті Ретавас був важливим освітнім центром, тоді як у 1812–1909 він належав родині Огінських, які любили культуру та освіту. У 1835 тут була заснована лікарня, а через чотири роки – парафіяльна школа. У 1859 в Ретавасі була заснована сільськогосподарська школа, яка була закрита в 1863. Литовська мова була офіційною мовою цієї школи (існували й інші такі школи, де литовська мова була офіційною на той час). У 1873 році була побудована нинішня католицька церква, що відображає риси архітектури епохи Відродження.
Ретавас також став важливим центром прогресивних технологій того часу. У 1882 була побудована перша телефонна лінія в Литві. Вона з'єднувала міста Ретавас і Плунге. У 1892 почала виробляти електроенергію перша в Литві електростанція. 17 квітня 1892 на Великдень увімкнули перші вуличні ліхтарі в садибі Ретавас, парку та церкві.
У 1915 Ретавас був центром повіту, а згодом — центром староства. У міжвоєнний період у 1928 було відкрито публічну бібліотеку, у 1931 – кінотеатр.

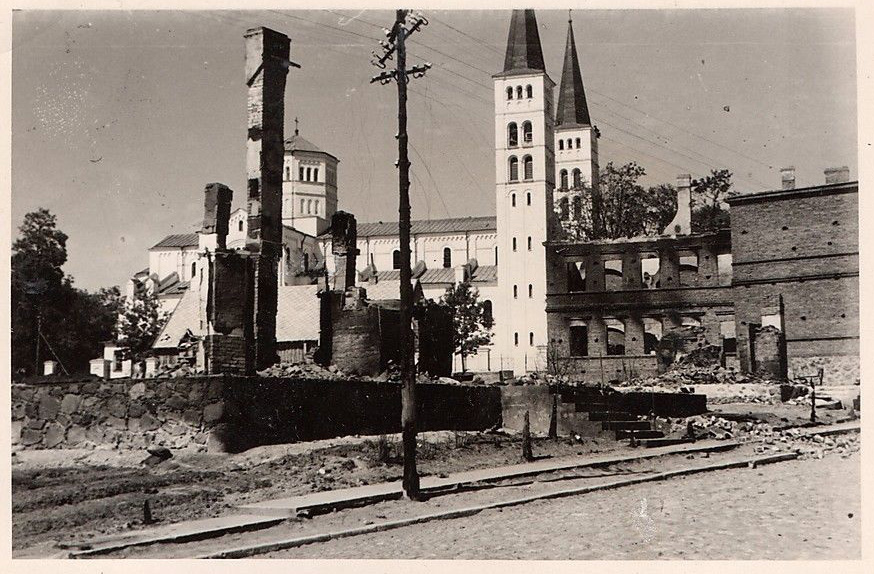
Центр міста Ретавас у червні 1941 р.

У 1923 році тут було 1720 жителів. У 1959 загальна кількість населення зросла до 2882 осіб.
Після Другої світової війни Ретавас став центром муніципалітету району, але в 1963 його об'єднали з муніципалітетом Плунге. Тим не менш, Ретавас повернув свій муніципалітет у 2000 р.
Герб Ретаваса був затверджений указом президента в 1996 р.

## Зовнішні зв'язки
Ретавас має 3 міста-побратими:
- Маден, Німеччина
- Зарбек, Німеччина
- Гулбене, Латвія

## Галерея

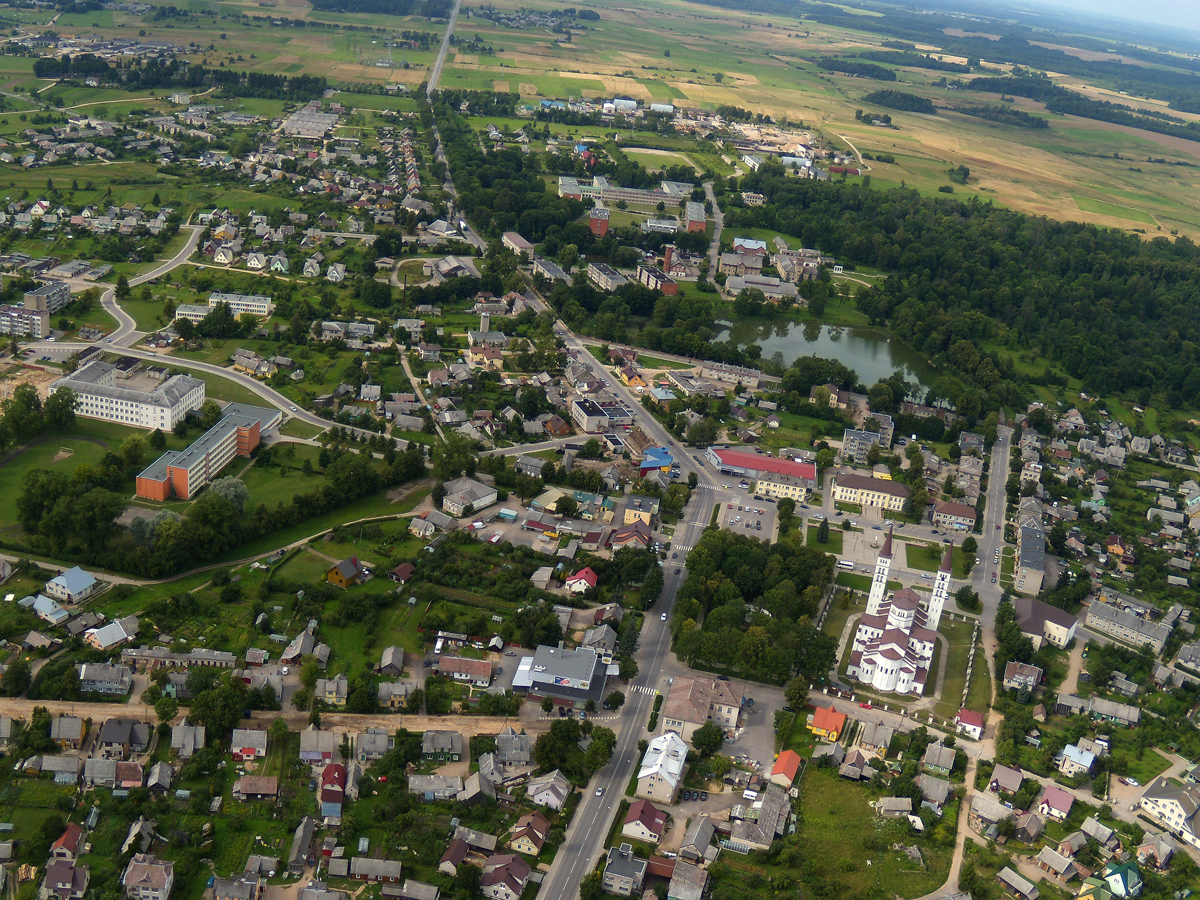
Місто з висоти
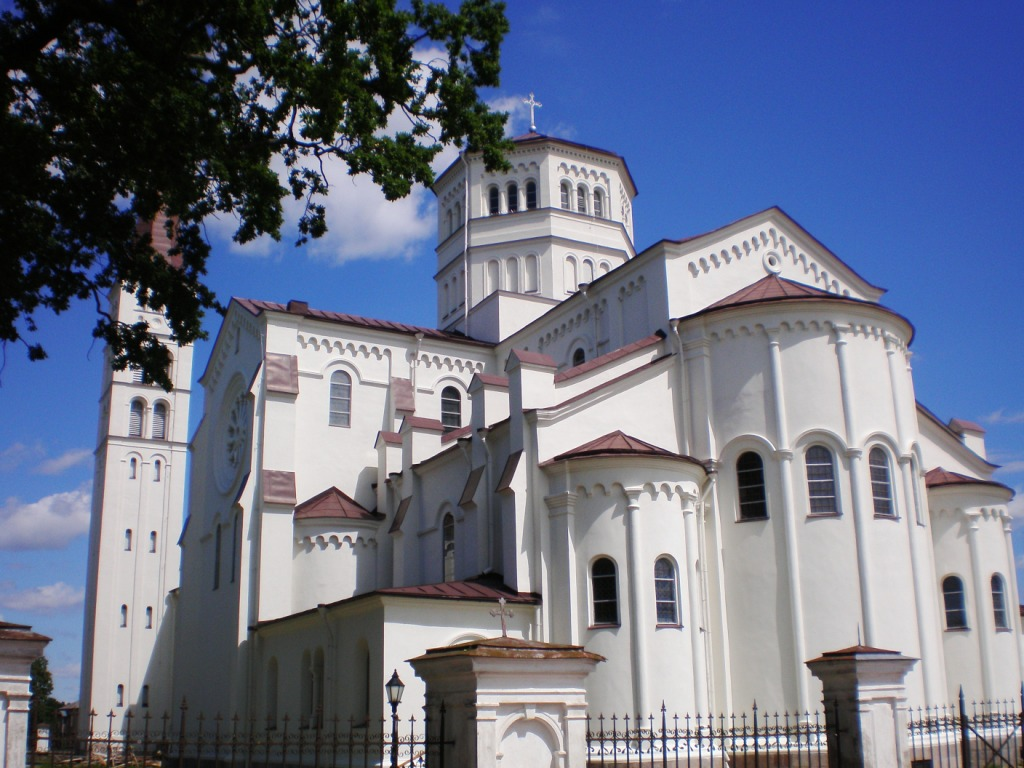
Церква
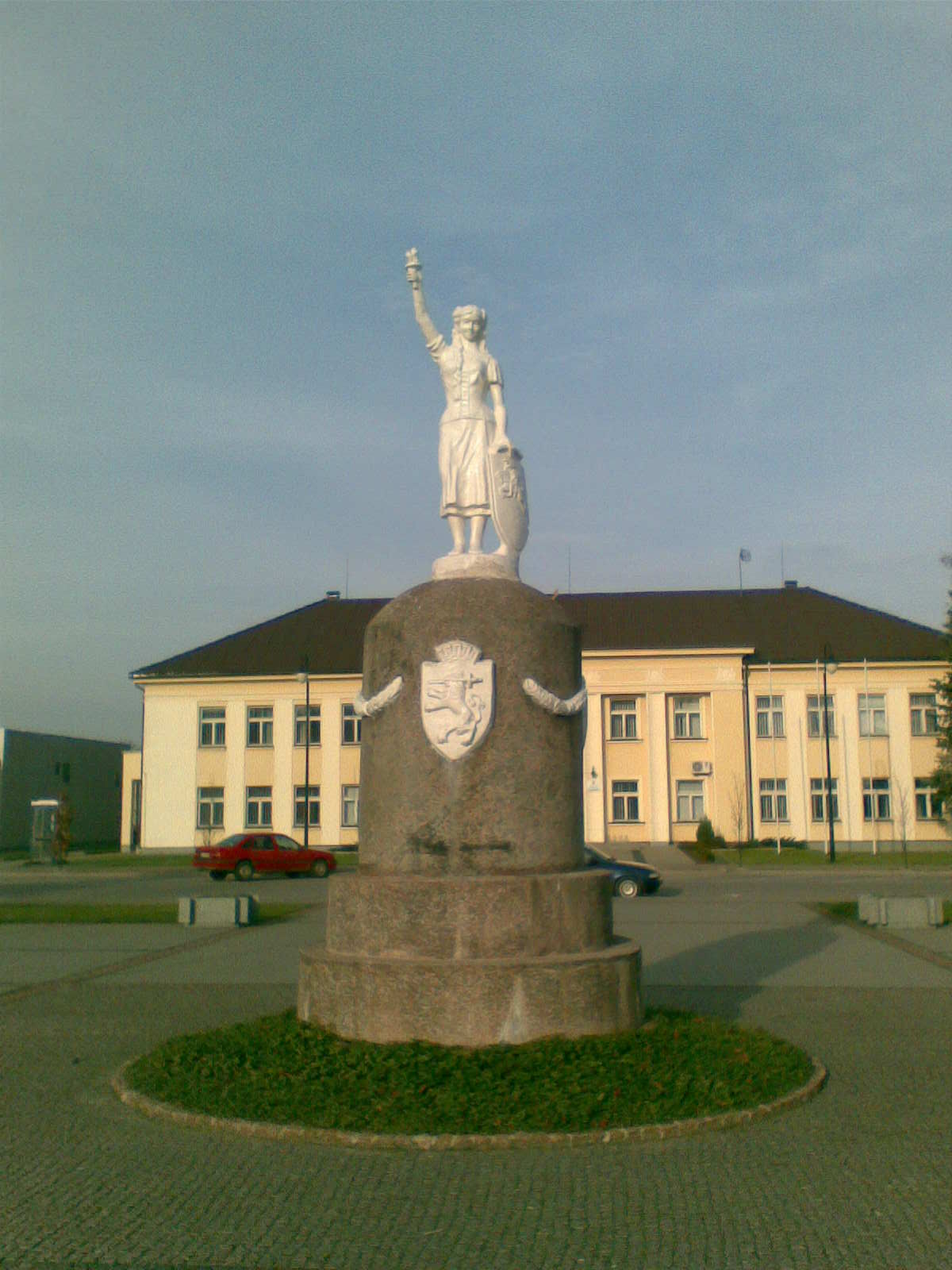
Пам'ятник
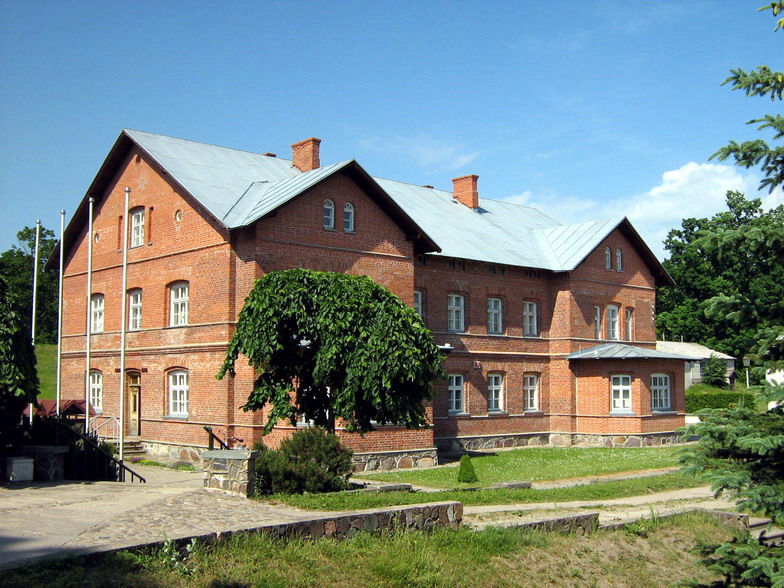
Музей Огінських